# Juan Andrés Gómez
Juan Andrés Gómez Almirón (Curuzú Cuatiá, 25 gennaio 1971) è un ex calciatore argentino, di ruolo difensore.

## Carriera
Inizia a giocare nell'Argentinos Juniors, poi passa al River Plate, vincendo tra l'altro un campionato di Apertura e una Coppa Libertadores.
Successivamente si trasferisce in Spagna, giocando prima alla Real Sociedad e poi all'Atlético Madrid (dove nel 2002 contribuisce alla vittoria della Segunda División).

## Palmarès
- Campionato argentino: 1

River Plate: Apertura 1996
- Coppa Libertadores: 1

River Plate: 1996
- Segunda División: 1

Atlético Madrid: 2001-2002